# Purificador de aire

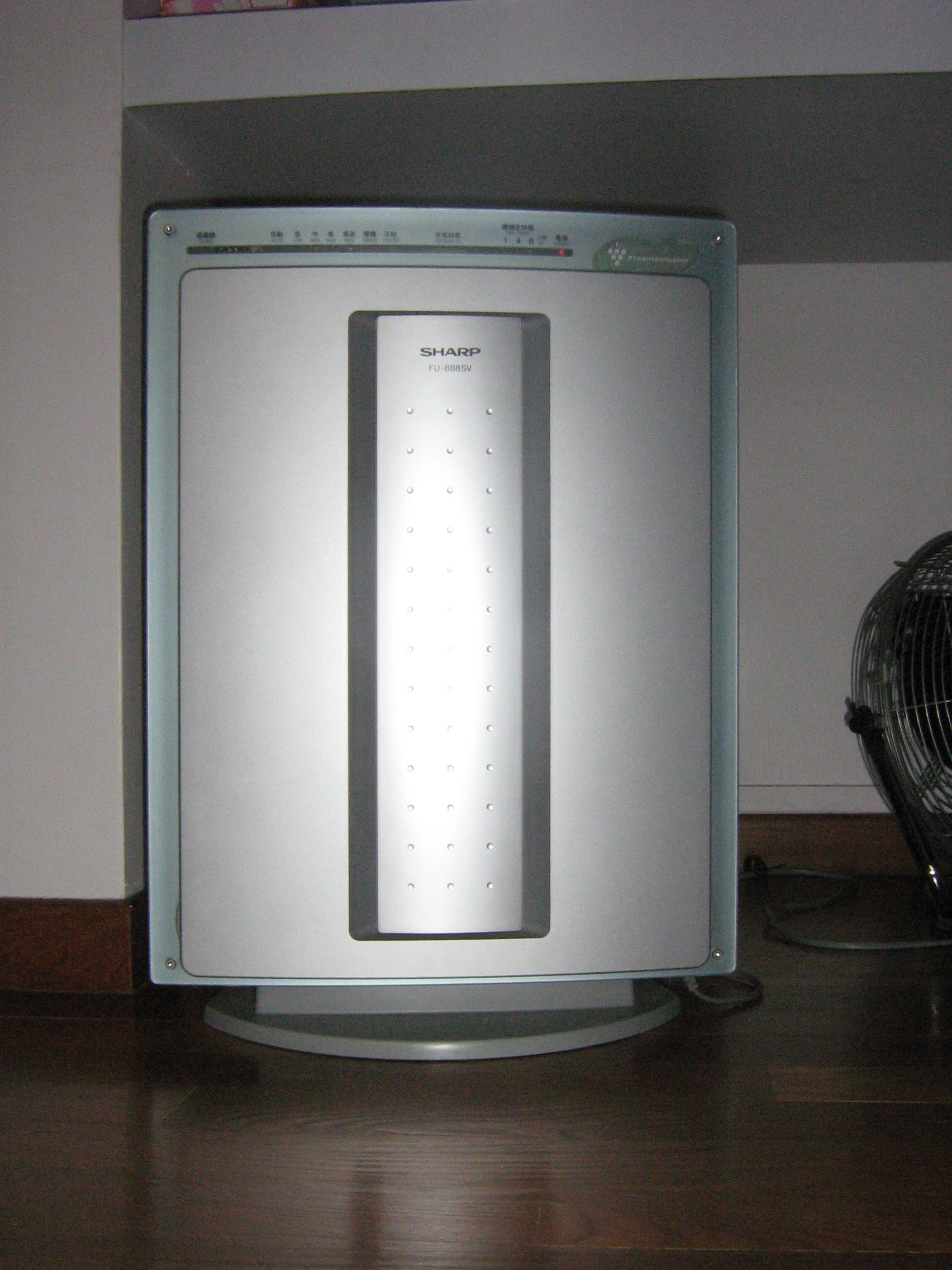
Purificador de aire A Sharp FU-888SV Plasmacluster.

Un purificador de aire es un dispositivo que elimina los elementos contaminantes, tales como: tóxicos, humo y partículas presentes y/o suspendidos en el aire.
Los purificadores de aire para uso residencial se comercializan alegando poder ser beneficioso contra alergénicos, personas con asma, dermatitis atópica, sensibilidad química múltiple, encefalopatía miálgica, problemas cardiovasculares, etc.
Los purificadores de aire de calidad comercial se fabrican como una pequeña unidad autónoma, por lo tanto unidades más grandes se pueden colocar en una unidad controladora de aire (UCA) o a una unidad de aire acondicionado que se encuentra en las industrias médicas, comerciales e industriales. Es importante verificar que tenga el aval de alguna sociedad médica.

## El uso de purificadores
El polvo, polen, caspa de mascotas, esporas de moho, los ácaros del polvo y las heces pueden actuar como alergenos, provocando alergias o problemas más graves y serios en personas sensibles. Las partículas de humo y los compuestos orgánicos volátiles (COV) pueden suponer un riesgo para la salud. La exposición a diversos componentes tales como COV aumenta la probabilidad de experimentar síntomas del síndrome del edificio enfermo. Además, con el adelanto de la tecnología, purificadores de aire son cada vez más capaces de captar un mayor número de bacterias, virus y partículas de ADN. Los purificadores se utilizan para reducir la concentración de estos contaminantes que se encuentran en el ambiente y son muy útiles e incluso imprescindibles para las personas que sufren de sensibilidad química múltiple, alergias y asma; estudios tecnológicos y científicos están descubriendo que la mala calidad del aire es un factor contribuyente a algunas formas de cáncer, enfermedades respiratorias, enfermedad pulmonar obstructiva crónica (EPOC) y otras infecciones pulmonares. También reducen la necesidad de mantener la limpieza en las habitaciones y áreas de frecuente limpieza. Los Purificadores de aire utilizan una baja cantidad de energía eléctrica, provocando una pequeña suma de gastos y efecto ambiental.

## Técnicas de purificación

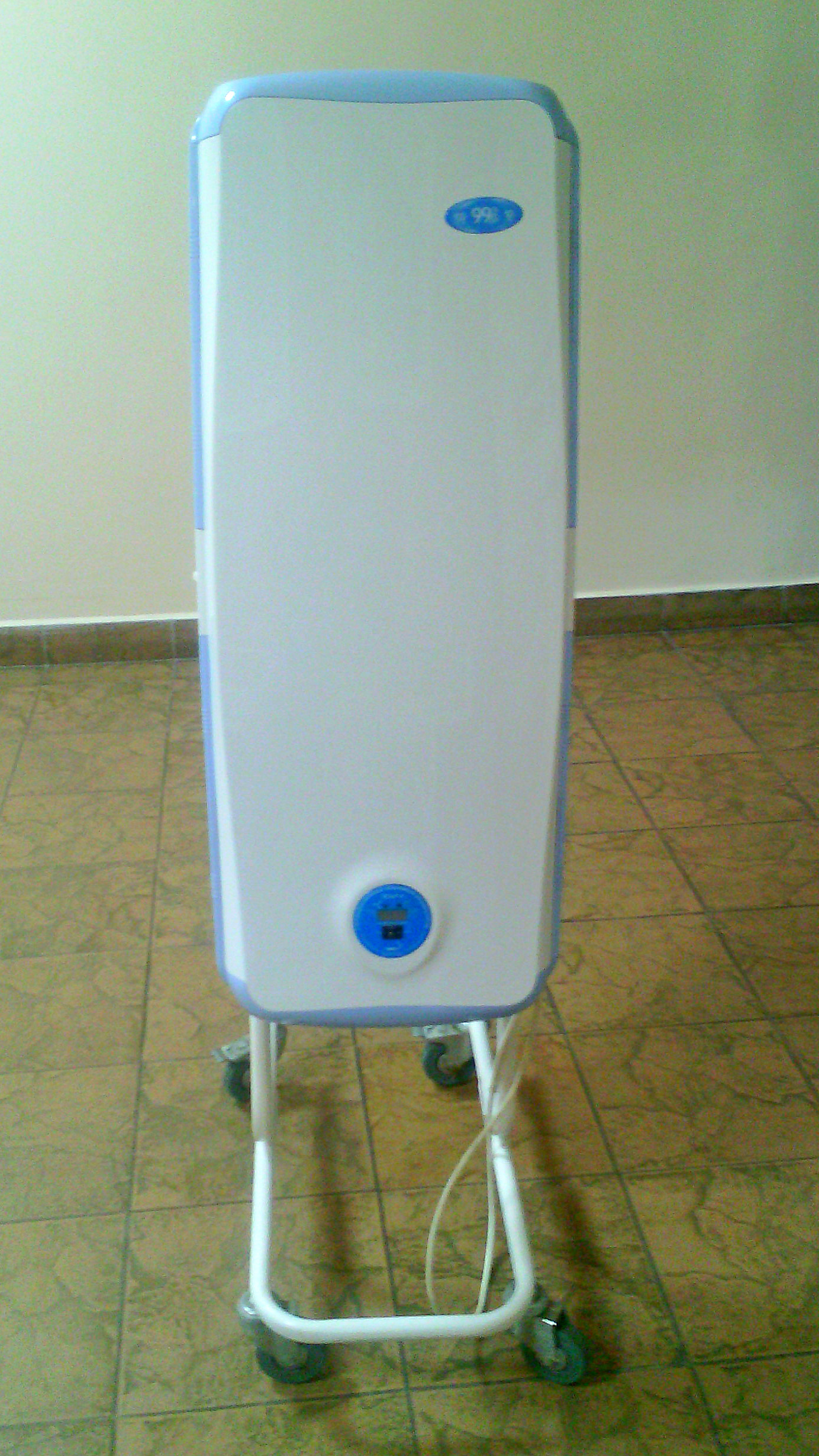
Purificador de aire

Varios procesos diferentes de variable eficacia pueden utilizarse para purificar el aire. Diferentes procesos pueden quitar diferentes contaminantes, así que hay ventajas en el uso más de un proceso en un purificador.

### Irradiación
La Irradiación germicida ultravioleta -IGUV puede utilizarse para esterilizar el aire que pasa por lámparas UV mediante el aire forzado. Los sistemas IGUV de purificación de aire pueden ser unidades libres con lámparas UV blindadas que usan un ventilador para forzar aire que ya pasó por la luz ultravioleta. 
También se ha comprobado que la luz UVG produce ozono el cual no es sano para la salud de las personas, por lo que es importante pase antes por un sistema de filtrado HEPA.
Si.

### Iones
Esta tecnología está muy desarrollada actualmente. Su funcionamiento consiste en un emisor de iones con carga negativa. Cada segundo, alrededor de 35.000 billones de estos iones negativos son generados y lanzados al aire. Estos iones negativos una vez liberados se adhieren a las partículas más pequeñas y por tanto más dañinas, que hay en el ambiente: virus, moho, contaminación, polen, etc. El 90% de estas partículas son más pequeñas de 0,1 micras. 
La carga positiva y negativa de estas partículas dañinas atrae a estos iones negativos como un imán.  Estos se adhieren en grandes cantidades a dichas partículas haciendo que caigan por el exceso de peso y sean atraídas a un colector electroestático, donde son neutralizadas. La emisión de ozono de esta tecnología está muy por debajo del límite de detección (0,002 ppm) como se ha demostrado en los tests realizados por el VTT Technical Research  de Finlandia y por la certificación ARB(Air Resources Board) de Estados Unidos siendo así su uso perfectamente seguro. Algunos estudios comprobados admiten que algunas de estas tecnologías generan ozono y que pueden dañar la salud de las personas, no importando si son iones positivos o negativos, tal y como lo explica la EPA (Enviromental Protection Agency) en su libro del cual colocamos una liga en la bibliografía. Sin embargo existen actualmente tecnologías de generadores de iones con certificaciones oficiales que demuestran no ser dañinas.
Un experimento realizado en el instituto Karolinska de Estocolmo, Suecia,  el mismo donde se decide el premio Nobel de medicina cada año, demuestra que la tecnología Ion Flow de LightAir neutraliza el virus de la gripe (H3N2, Pan/ 99) así como otros virus que puede haber libremente en el aire. El artículo aparecido en la revista Nature el 23 de junio de 2015  “Ionizing air affects influenza virus infectivity and prevents airborn-transmission” (artículo número 11431) demostraba como está tecnología, aplicada en un entorno lo más aproximado a la realidad, neutralizaba el contagio entre animales de una misma especie.

### Filtros
La Purificación basado en el filtro atrapa partículas aerotransportadas por la exclusión de su tamaño. El aire es forzado a través de un filtro y partículas son físicamente capturadas por el filtro.
Los filtros HEPA quitan al menos un 99,97 % de partículas de 0,3 μm y son generalmente más eficaces para partículas que son más grandes, pero son ineficaces para partículas más pequeñas de 0,01 μm. En ambientes polvorientos, un filtro HEPA puede ir detrás de un filtro convencional de fácil limpieza (prefiltro), que quita las impurezas mayores para que el filtro HEPA necesite limpieza o sustitución con menos frecuencia. Los filtros HEPA no generan ozono o subproductos perjudiciales.
Los filtros HVAC en MERV 14 o más, son los mejores para eliminar partículas aerotransportadas de 0,3 μm o mayores. Un filtro de alta eficiencia MERV 14 tiene una tasa de captura de por lo menos el 75 % para partículas entre 0,3 a 1,0 μm. Aunque la tasa de captura de un filtro MERV es inferior de un filtro HEPA, un sistema de aire central puede mover significativamente más aire en el mismo periodo de tiempo. Usando un filtro MERV de alta calidad puede ser más eficaz que hacerlo mediante una máquina HEPA de alta potencia a una fracción de los gastos de capital inicial. Lamentablemente, la mayoría de los filtros de horno, son colocados en su lugar un sello hermético, lo que permite que el aire pase alrededor de los filtros. Este problema es peor para los filtros MERV de una mayor eficiencia por el aumento de resistencia del aire. Los filtros MERV de mayor eficiencia son generalmente más densos y aumentan la resistencia del aire en el sistema central, que requieren una mayor caída de la presión de aire y, en consecuencia, aumentando los costos de energía.

### Carbón activado
El carbón activado es un material poroso que puede absorber sustancias químicas volátiles sobre una base molecular, pero no elimina partículas más grandes. El proceso de absorción cuando se utiliza carbón activado debe alcanzar equilibrio, por lo tanto, pueden ser difícil de eliminar completamente los contaminantes. Es simplemente un proceso de cambiar contaminantes de una fase gaseosa a una fase sólida, cuando pueden generarse contaminantes agravados o alteraciones en el aire en interiores orígenes. El carbono activado puede utilizarse a temperatura ambiente y tiene una larga historia de uso comercial. Normalmente se utiliza junto con otra tecnología de filtro, especialmente con HEPA. Otros materiales también pueden absorber los productos químicos, pero al coste más elevado.

## Preocupaciones de los consumidores
Otros aspectos de los limpiadores de aire son: gases peligrosos por productos, el nivel de ruido, la frecuencia de sustitución del filtro, el consumo eléctrico, y atractivo visual. La producción de ozono era un ejemplo típico de purificadores de aire ionizantes. Aunque una alta concentración de ozono es peligrosa, hoy en día la mayoría de los ionizadores de aire producen cantidades bajas(<0,05 ppm) o muy bajas(0,002 ppm). El nivel de ruido de un purificador se puede obtener a través de los departamentos de servicio al cliente y por lo general se reporta en decibelios (dB). Los niveles de ruido para la mayoría de purificadores son bajos en comparación con muchos otros aparatos electrodomésticos. Sin embargo, el nivel de ruido de algunos equipos de aires acondicionados o purificadores de aire con sus ventiladores funcionando a alta velocidad durante varias horas al día puede causar pérdida de audición.
Es importante verificar que los ionizadores no generen ozono. Los sistemas de "purificación por ozono" han sido retirados de muchos países desarrollados como EU y algunos de Europa, porque no cumplían con su cometido. Actualmente se ha iniciado su comercialización en países de América y Asia. 
Se supone que los purificadores de aire funcionan durante largos periodos de tiempo. Por lo tanto, aún con un ruido moderado puede ser perturbador o dañino. La sustitución frecuente del filtro y el consumo eléctrico son los principales gastos de operaciones para cualquier purificador. Hay muchos tipos de filtros que se pueden limpiar con agua, a mano o con una aspiradora, mientras que otros necesitan ser reemplazados cada pocos meses o años. También es importante que sepan que se ha demostrado que los filtros lavables pierden sus propiedades en la primera lavada por lo que no son tan eficientes..